# Liste der Baudenkmäler in Karlsfeld
Auf dieser Seite sind die Baudenkmäler in der oberbayerischen Gemeinde Karlsfeld zusammengestellt. Diese Tabelle ist eine Teilliste der Liste der Baudenkmäler in Bayern. Grundlage ist die Bayerische Denkmalliste, die auf Basis des Bayerischen Denkmalschutzgesetzes vom 1. Oktober 1973 erstmals erstellt wurde und seither durch das Bayerische Landesamt für Denkmalpflege geführt wird. Die folgenden Angaben ersetzen nicht die rechtsverbindliche Auskunft der Denkmalschutzbehörde.
 Die Liste gibt den Fortschreibungsstand vom 3. Juli 2018 wieder und umfasst zwei Baudenkmäler.

## Baudenkmäler in Karlsfeld
| Lage                           | Objekt                                                     | Beschreibung | Akten-Nr.             | Bild                                       |
| ------------------------------ | ---------------------------------------------------------- | --- | --------------------- | ------------------------------------------ |
| Münchner Straße 156 (Standort) | Kapelle St. Maria und Joseph (Ludlkapelle)                 | Neugotischer Saalbau zu zwei Jochen mit Dreiachtelschluss und Strebepfeilern, straßenseitig vorgeblendeter Giebel mit mittig aufgesetztem Glockengiebel, drittes Viertel 19. Jahrhundert; mit Ausstattung. | D-1-74-126-1 Wikidata | Kapelle St. Maria und Joseph (Ludlkapelle) |
| Würm (Standort)                | Teil des Schleißheimer Kanalsystems, sogenannter Würmkanal | Auch Karlsfelder Kanal genannt. Schleißheimer Kanalsystem: ehemals über fünfzig Kilometer lange Anlage aus Wasserwegen als Verbindung zu den Schlössern Nymphenburg, Dachau und dem Stadtschloss München, angelegt zunächst zum Baumaterialtransport, nach Planungen von Enrico Zuccalli und Dominique Girard, 1687–1728. | D-1-74-126-2 Wikidata | weitere Bilder                             |